# Haʻava
Ha‘ava (marquesanisch, auch: französisch Canal du Bordelais) heißt der Kanal zwischen den Marquesas-Inseln Tahuata und Hiva Oa.

## Geographie
Der Kanal ist nur 4 km (2,5 mi) breit. Er trennt Tahuata im Süden von der größeren Insel Hiva Oa im Norden. Hiva Oa bildet eine Landzunge, die sich nach Südosten öffnet und die Bucht von Taʻaoa mit dem Hafen von Atuona umschließt.
Normalerweise strömt das Meerwasser mit einer Geschwindigkeit von zwei Knoten (3,7 km/h) durch den Kanal und die angrenzenden Berge mit knapp 100 m Höhe erzeugen einen Beschleunigungseffekt, so dass die Windgeschwindigkeiten im Kanal generell 10 %–30 % höher sind als östlich des Kanals. Auch der relativ seichte Meeresboden, der an dieser Stelle aus dem umliegenden Meeresboden ansteigt, trägt dazu bei, dass der Seegang oft sehr stark ist. Dementsprechend ist die Passage durch den Kanal nur starken Schiffen zu empfehlen.